# Liste du patrimoine mondial en Australie
Cet article recense les sites inscrits au patrimoine mondial en Australie.

## Statistiques
L'Australie ratifie la Convention pour la protection du patrimoine mondial, culturel et naturel le 22 août 1974. Les deux premiers sites protégés sont inscrits en 1981 lors de la 5e session du Comité du patrimoine mondial. 
En 2025, l'Australie compte 21 sites inscrits au patrimoine mondial, 5 culturels, 12 naturels et 4 mixtes.

## Listes

### Patrimoine mondial
Les biens australiens suivants sont inscrits au patrimoine mondial en 2024 :
| Id.  | Bien                                                                    | États / Territoires                                                  | Année               | Superficie (ha) | Critères et notes | Coordonnées | Illus. |
| ---- | ----------------------------------------------------------------------- | -------------------------------------------------------------------- | ------------------- | --------------- | --- | --- | ------ |
| 578  | Baie Shark, Australie occidentale                                       | Australie-Occidentale                                                | 1991                | 2 200 902       | Naturel, (vii), (viii), (ix), (x) | 25° 30′ sud, 113° 30′ est |        |
| 1369 | Côte de Ningaloo                                                        | Australie-Occidentale                                                | 2011                | 705 015         | Naturel, (vii), (x) | 22° 33′ 43″ sud, 113° 48′ 36″ est |        |
| 368  | Forêts humides Gondwana de l'Australie                                  | Nouvelle-Galles du Sud, Queensland                                   | 1986 1994           | 370 000         | Naturel, (viii), (ix), (x) Le bien comprend 41 sites distincts : parcs nationaux, réserves, etc. La désignation d'inscription était « Parcs des forêts pluviales tempérées subtropicales de la côte est de l'Australie », modifiée en 1994 en « Réserves des forêts ombrophiles centre-orientales de l'Australie » lors de l'extension du site, puis dans sa formulation actuelle en 2007. | 28° 15′ sud, 150° 03′ est |        |
| 630  | K’gari (Île Fraser)                                                     | Queensland                                                           | 1992                | 184 000         | Naturel, (vii), (viii), (ix) Inscrit en 1992 sous la désignation « Île Fraser », celle-ci est modifiée en 2021 pour tenir compte du nom autochtone de l'île. | 25° 13′ 01″ sud, 153° 07′ 59″ est |        |
| 629  | Île Macquarie                                                           | Tasmanie                                                             | 1997                | 540 000         | Naturel, (vii), (viii) | 54° 35′ 42″ sud, 158° 53′ 46″ est |        |
| 577  | Îles Heard et McDonald                                                  | Îles Heard-et-MacDonald                                              | 1997                | 658 903         | Naturel, (viii), (ix) | 53° 06′ sud, 73° 30′ est |        |
| 186  | Îles Lord Howe                                                          | Nouvelle-Galles du Sud                                               | 1982                | 146 300         | Naturel, (vii), (x) | 31° 33′ 58″ sud, 159° 05′ 17″ est |        |
| 154  | La Grande Barrière                                                      | Queensland                                                           | 1981                | 34 870 000      | Naturel, (vii), (viii), (ix), (x) | 18° 17′ 10″ sud, 147° 42′ 00″ est |        |
| 166  | Opéra de Sydney                                                         | Nouvelle-Galles du Sud                                               | 2007                | 5,8             | Culturel, (i) | 33° 51′ 25″ sud, 151° 12′ 54″ est |        |
| 1131 | Palais royal des expositions et jardins Carlton                         | Victoria                                                             | 2004                | 26              | Culturel, (ii) | 37° 48′ 22″ sud, 144° 58′ 12″ est |        |
| 447  | Parc national d'Uluru-Kata Tjuta                                        | Territoire du Nord                                                   | 1987 1994           | 132 566         | Mixte, (v), (vi), (vii), (viii) | 25° 19′ 59″ sud, 131° 00′ 00″ est |        |
| 147  | Parc national de Kakadu                                                 | Territoire du Nord                                                   | 1981 1987 1992 2011 | 1 980 995       | Mixte, (i), (vi), (vii), (ix), (x) Le bien est étendu plusieurs fois : en 1987, 1992 et 2011. | 12° 49′ 59″ sud, 132° 49′ 59″ est |        |
| 1094 | Parc national de Purnululu                                              | Australie-Occidentale                                                | 2003                | 239 723         | Naturel, (vii), (viii) | 17° 30′ sud, 128° 30′ est |        |
| 1577 | Paysage culturel Budj Bim (en)                                          | Victoria                                                             | 2019                | 9 935           | Culturel, (iii), (v) Le bien regroupe 3 aires protégées autochtones (en) de la région de Budj Bim : Lake Condah, Tyrendarra et Kurtonitj. | 38° 04′ 52″ sud, 141° 53′ 06″ est |        |
| 1709 | Paysage culturel de Murujuga                                            | Australie-Occidentale                                                | 2025                | 99,881          | Culturel, (i), (iii), (v) | 20° 33′ 54,1″ sud, 116° 40′ 06,7″ est |        |
| 167  | Région des lacs Willandra                                               | Nouvelle-Galles du Sud                                               | 1981                | 240 000         | Mixte, (iii), (viii) | 34° sud, 143° est |        |
| 917  | Région des montagnes bleues                                             | Nouvelle-Galles du Sud                                               | 2000                | 1 032 649       | Naturel, (ix), (x) | 33° 42′ sud, 150° 00′ est |        |
| 1306 | Sites de bagnes australiens                                             | Australie-Occidentale, Île Norfolk, Nouvelle-Galles du Sud, Tasmanie | 2010                | 1 503           | Culturel, (iv), (vi) 11 sites : zone historique de Kingston et Arthurs Vale, Old Government House, casernes de Hyde Park, domaines Brickendon et Woolmers, station de probation de Darlington (en), Old Great North Road (en), Cascades Female Factory, site historique de Port Arthur, site historique de Coal Mines (en), lieu de détention de l'île Cockatoo, prison de Fremantle       | 29° 03′ 11″ sud, 167° 57′ 32″ est 33° 48′ 43″ sud, 150° 59′ 49″ est 33° 52′ 12″ sud, 151° 12′ 47″ est 41° 37′ 30″ sud, 147° 08′ 31″ est 42° 34′ 55″ sud, 148° 04′ 12″ est 33° 22′ 41″ sud, 150° 59′ 38″ est 42° 53′ 38″ sud, 147° 17′ 56″ est 43° 09′ 00″ sud, 147° 51′ 00″ est 42° 59′ 02″ sud, 147° 42′ 58″ est 33° 50′ 49″ sud, 151° 10′ 19″ est 32° 03′ 18″ sud, 115° 45′ 11″ est |        |
| 698  | Sites fossilifères de mammifères d'Australie (Riversleigh / Naracoorte) | Australie-Méridionale, Queensland                                    | 1994                | 10 300          | Naturel, (viii), (ix) 7 sites : Riversleigh et 6 sites dans le parc national de Naracoorte Caves | 19° 04′ 59″ sud, 138° 43′ 01″ est 36° 57′ 00″ sud, 140° 45′ 00″ est |        |
| 486  | Tropiques humides de Queensland                                         | Queensland                                                           | 1988                | 893 453         | Naturel, (vii), (viii), (ix), (x) 14 sites distincts, incluant une dizaine de parc nationaux | 15° 39′ 00″ sud, 144° 58′ 01″ est |        |
| 181  | Zone de nature sauvage de Tasmanie                                      | Tasmanie                                                             | 1982 1989           | 1 411 323       | Mixte, (iii), (iv), (vi), (vii), (viii), (ix), (x) Le bien est étendu en 1989. | 41° 34′ 59″ sud, 145° 25′ 01″ est |        |

### Liste indicative
Les biens suivants sont proposés sur la liste indicative du pays en 2024.  Les noms fournis par l'Australie sont en anglais : les traductions en français sont données ici à titre indicatif.
| Id.  | Bien                                                                 | État(s)                            | Année | Critères et notes | Coordonnées | Illus. |
| ---- | -------------------------------------------------------------------- | ---------------------------------- | ----- | --- | --- | ------ |
| 6524 | Chaîne de Flinders                                                   | Australie-Méridionale              | 2021  | Naturel, (viii) 7 éléments : zone de protection d'Arkaroola (en), parc national Vulkathunha-Gammon Ranges (en), parc national Ikara–Flinders Ranges (en), parc national Nilpena Ediacara (en), Maynards Well, Ajax Hill, Angorichina (en) | 30° 18′ 43″ sud, 139° 20′ 10″ est 30° 26′ 49″ sud, 139° 16′ 37″ est 31° 25′ 19″ sud, 138° 42′ 18″ est 30° 48′ 22″ sud, 138° 08′ 06″ est 30° 32′ 24″ sud, 138° 42′ 43″ est 30° 40′ 12″ sud, 138° 26′ 24″ est 31° 05′ 17″ sud, 138° 44′ 28″ est |        |
| 5541 | Forêts humides Gondwana de l'Australie (extension)                   | Nouvelle-Galles du Sud, Queensland | 2010  | Naturel, (viii), (ix), (x) Extension de la protection des forêts humides Gondwana de l'Australie | 30° 04′ 16″ sud, 152° 18′ 07″ est |        |
| 6775 | Paysages culturels de la péninsule du cap York                       | Queensland                         | 2024  | Mixte, (i), (v), (vi), (vii), (viii), (ix), (x) | 13° 57′ 07″ sud, 143° 16′ 30″ est Paysages culturels de la péninsule du cap York |        |
| 6686 | Quartier de l'usine et des institutions féminines de Parramatta (en) | Nouvelle-Galles du Sud             | 2023  | Culturel, (iv), (vi) | 33° 48′ 04″ sud, 151° 00′ 00″ est |        |
| 6698 | Salles d'assemblée ouvrières                                         | Nouvelle-Galles du Sud, Victoria   | 2023  | Culturel, (iii), (iv), (vi) Proposition transfrontalière conjointe avec l'Argentine et le Danemark. Deux sites en Australie : Broken Hill Trades Hall (en) et Victorian Trades Hall (en)                                                  | 31° 57′ 29″ sud, 141° 27′ 47″ est 37° 48′ 22″ sud, 144° 57′ 58″ est |        |
| 5480 | Zone du patrimoine mondial de Great Sandy                            | Queensland                         | 2010  | Naturel, (vii), (viii), (ix) Extension de la protection de l'île Fraser | 25° 39′ sud, 153° 00′ est |        |